# Governo Concini
Il Governo Concini è stato il terzo esecutivo del Regno di Francia, in carica dal 1614 al 1617. Si formò a seguito della chiusura degli Stati Generali del 1614 e del seguente licenziamento del Governo Villeroy da parte della reggente Maria de' Medici, che nominò capo del governo Concino Concini, gentiluomo toscano e suo favorito. Il re Luigi XIII, divenuto in breve tempo maggiorenne, ma ancora sotto l'influenza della madre, confermò il potere a Concini. Il governo impose al popolo molte tasse e balzelli e si scontrò anche con nobiltà e clero, difendendo le prerogative reali. In pratica Concini e la regina, "i toscani", si fecero immediatamente odiare da tutte le classi sociali. Lo stesso re dopo un primo periodo iniziò a odiare il suo ministro e la madre, troppo influente negli affari di stato. Così il re organizzò una congiura contro Concini insieme al suo favorito, il duca di Luynes. Così il ministro fu ucciso a colpi di pistola nel cortile del Palazzo del Louvre per ordine del re da Nicolas de L'Hospital, duca di Vitry, capitano delle sue guardie e futuro Maresciallo di Francia.
A quel punto il re esiliò la madre a Blois e formò un governo provvisorio da lui stesso presieduto.

## Composizione
| Presidenza                                                         | Presidenza | Presidenza                                                         | Presidenza                            | Presidenza | Presidenza |
| Segretariato                                                       | Titolare   | Titolare                                                           | Titolare                              | Partito    |            |
| ------------------------------------------------------------------ | ---------- | ------------------------------------------------------------------ | ------------------------------------- | ---------- | ---------- |
| Principale Ministro di Stato                                       |            | Concino Concini                                                    |                                       |            |            |
| Ministri di Stato                                                  |            |                                                                    |                                       |            |            |
| Segretariato                                                       | Titolare   | Titolare                                                           | Titolare                              | Partito    |            |
| Ministro di Stato per le province interne                          |            | Antoine de Loménie                                                 |                                       |            |            |
| Ministro di Stato per le province di confine                       |            | Nicolas Brûlart de Sillery                                         | fino al 9 agosto 1616                 |            |            |
| Ministro di Stato per le province di confine                       |            | Claude Mangot de Villeran et Villarceau                            | dal 9 agosto 1616 al 30 novembre 1616 |            |            |
| Ministro di Stato per le province di confine                       |            | Armand-Jean du Plessis de Richelieu                                | dal 30 novembre 1616                  |            |            |
| Ministro di Stato per le colonie                                   |            | Antoine de Loménie                                                 | fino al 10 agosto 1615                |            |            |
| Ministro di Stato per le colonie                                   |            | Henri-Auguste de Loménie                                           | dal 10 agosto 1615                    |            |            |
| Ministri                                                           |            |                                                                    |                                       |            |            |
| Segretariato                                                       | Titolare   | Titolare                                                           | Titolare                              | Partito    |            |
| Cancelliere Guardasigilli                                          |            | Nicolas Brûlart de Sillery                                         |                                       |            |            |
| Segretario di stato per gli affari esteri                          |            | Nicolas de Neufville de Villeroy                                   | fino al 9 agosto 1616                 |            |            |
| Segretario di stato per gli affari esteri                          |            | Claude Mangot de Villeran et Villarceau                            | dal 9 agosto 1616 al 30 novembre 1616 |            |            |
| Segretario di stato per gli affari esteri                          |            | Armand-Jean du Plessis de Richelieu                                | dal 30 novembre 1616                  |            |            |
| Segretario di stato per la guerra                                  |            | Nicolas Brûlart de Sillery                                         | fino al 9 agosto 1616                 |            |            |
| Segretario di stato per la guerra                                  |            | Claude Mangot de Villeran et Villarceau                            | dal 9 agosto 1616 al 30 novembre 1616 |            |            |
| Segretario di stato per la guerra                                  |            | Armand-Jean du Plessis de Richelieu                                | dal 30 novembre 1616                  |            |            |
| Segretario di stato per la marina                                  |            | Antoine de Loménie                                                 | fino al 10 agosto 1615                |            |            |
| Segretario di stato per la marina                                  |            | Henri-Auguste de Loménie                                           | dal 10 agosto 1615                    |            |            |
| Sovrintendente alle finanze Presidente del Consiglio delle Finanze |            | Guillaume de L'Aubespine, Pierre Jeannin e Jacques-Auguste de Thou | fino al 20 maggio 1616                |            |            |
| Sovrintendente alle finanze Presidente del Consiglio delle Finanze |            | Claude Barbin                                                      | dal 20 maggio 1616                    |            |            |
| Ministri senza portafoglio                                         |            |                                                                    |                                       |            |            |
| Segretariato                                                       | Titolare   | Titolare                                                           | Titolare                              | Partito    |            |
| Segretario di stato della Maison du Roi                            |            | Antoine de Loménie                                                 |                                       |            |            |
| Segretario di stato per gli affari della Religione Riformata       |            | Paul Phélypeaux de Pontchartrain                                   |                                       |            |            |